# 茨城県道242号鉾田鹿嶋線

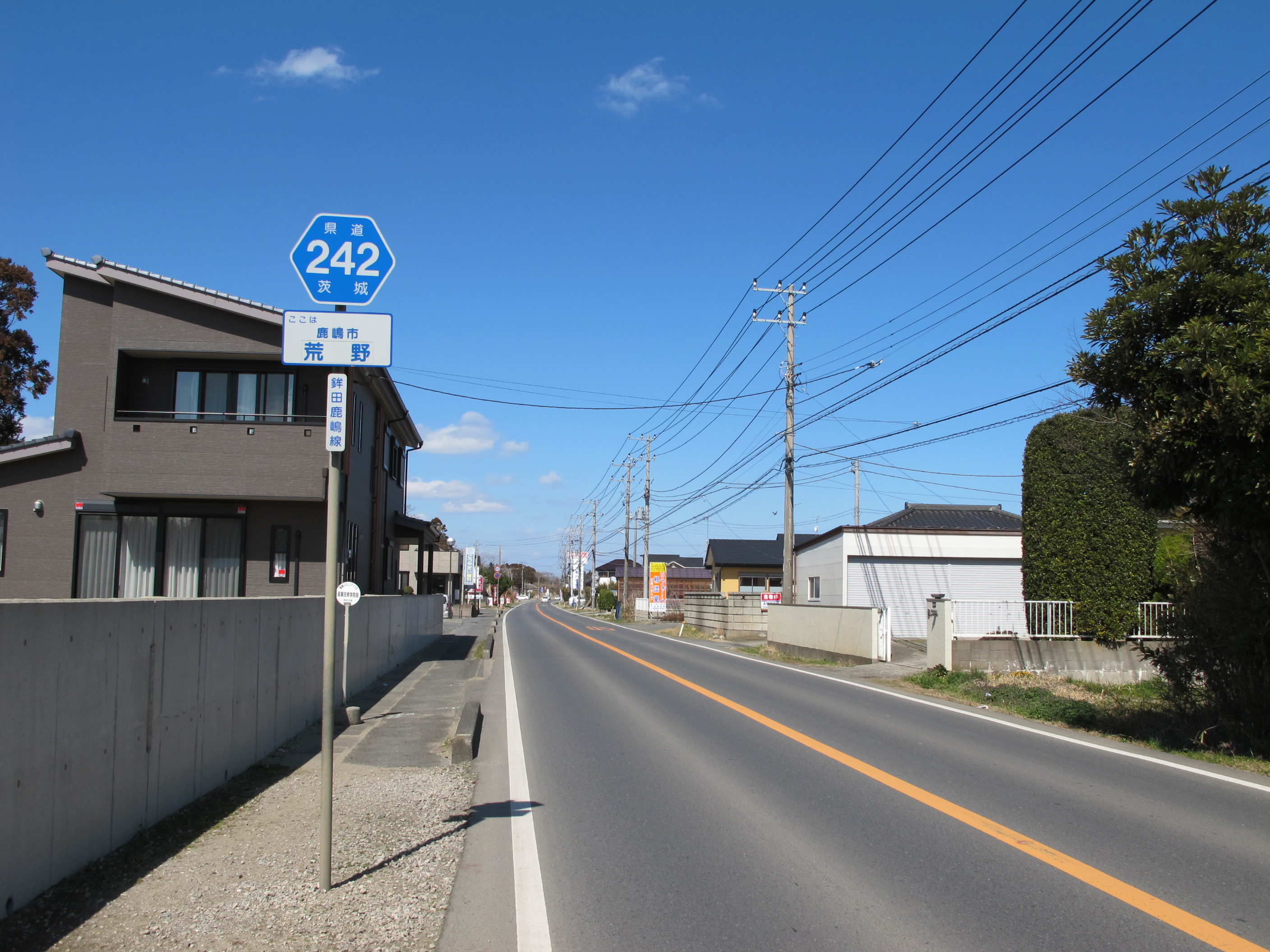
茨城県道242号鉾田鹿嶋線
鹿嶋市荒野（2014年3月）

茨城県道242号鉾田鹿嶋線（いばらきけんどう242ごう ほこた かしません）は、茨城県鉾田市から同県鹿嶋市に至る一般県道である。

## 概要
鉾田市から鹿嶋市を結ぶ道路としては、鹿島灘海岸沿いを通る国道51号と北浦湖岸沿いを通る茨城県道18号茨城鹿島線に挟まれた中間位置にある一般県道で、それぞれのバイパス機能も果たす道路でもある。

### 路線データ
- 起点：鉾田市二重作（茨城県道18号茨城鹿島線分岐）
- 終点：鹿嶋市大字大船津字香取町4387番地先[1]（国道51号 / 茨城県道238号須賀北埠頭線交点＝大船津交差点）
- 総延長：23.915 km[2]
- 重用延長：1.162 km[2]
- 未供用延長：なし[2]
- 実延長：22.753 km[2]
- 自動車交通不能区間延長[注釈 1]：なし[2]

## 歴史
1977年（昭和52年）2月3日、新規県道路線として起点を鹿島郡大洋村、終点を同郡鹿島町、重要な経過地を同郡大野村とする県道大洋鹿島線（整理番号401）として認定された。路線認定当時の起点は茨城県道18号茨城鹿島線の旧道交点、終点は国道51号旧道交点（現在の国道124号・神武殿前交差点）にあった。また、この当時は最小幅員が1.5 mほどしかない区間もある狭隘な道路であったが、翌1978年から1990年（平成2年）頃にかけて、大蔵交差点以南の大部分の区間にバイパス道路を整備するなど道路拡幅改良が継続的に行われた。その後の1995年（平成7年）に、茨城県道の整理番号の再編成が行われて現在の整理番号242に変更された。
自治体の合併（平成の大合併）により、大洋村が鉾田市、鹿島町が鹿嶋市へと自治体名が変更されていたことから、2006年（平成18年）4月1日には、現在の路線名である県道鉾田鹿嶋線へ名称変更されている。

### 年表
- 1977年（昭和52年）2月3日
  - 県道大洋鹿島線（整理番号401）として路線認定[3]。
  - 道路区域を、鹿島郡大洋村大字二重作 - 同郡鹿島町大字宮中（20.2904 km）と決定する[4]。
- 1978年（昭和53年）5月1日：鹿島郡大野村大字荒野 - 同村大字小山の現道（約0.6km）を拡幅2車線化改良供用開始[7]
- 1986年（昭和61年）
  - 3月17日：鹿島郡大洋村大字汲上（大蔵交差点） - 同村大字上沢の新道（1.68 km）が開通[8]。
  - 9月8日：大野村大字和（荒井交差点） - 大字角折の新道（約1.9 km）が開通[9]。
- 1988年（昭和63年）8月11日：鹿島郡鹿島町大字清水 - 大字宮中の新道の一部（約1.8km）を供用開始[10]。
- 1989年（平成元年）3月31日：鹿島郡大野村大字大小志崎 - 同町大字浜津賀の新道が開通[11]。
- 1990年（平成2年）7月12日：大洋村大字飯島地内の狭隘な旧道のバイパス道路（1.452km）が開通[12]。
- 1992年（平成4年）2月24日：鹿島町大字清水 - 大字宮中の狭隘な旧道（1.795km）が指定解除により町道に降格[13]。
- 1992年（平成4年）3月5日：大野村大字大小志崎 - 大字荒野の狭隘な旧道（6.83 km）が指定解除により村道に降格[14]。
- 1992年（平成4年）4月23日：大洋村大字飯島の狭隘な旧道（1.459 km）が指定解除により村道に降格[15]。
- 1995年（平成7年）3月30日：整理番号401から現在の番号（整理番号242）に変更される[5]。
- 1995年（平成7年）11月30日：大洋村大字二重作字通下 - 同村大字梶山字曲松の区間（延長298m）が編入される[16]。
- 1997年（平成9年）1月13日：大洋村大字大蔵地内のバイパスを新設する道路区域（740 m）が決定[17]。
- 1997年（平成9年）3月10日：大洋村大字二重作地内の道路改良バイパス道路を新設する道路区域（760 m）が決定する[18]。
- 2002年（平成14年）3月27日：鹿嶋市大字宮中（ - 国道51号鹿嶋バイパス・鹿嶋消防署南交差点）の区間（約1.1 km）が道路改良され供用開始[19]。
- 2006年（平成18年）4月1日：現路線名である鉾田鹿嶋線に路線名称変更[6]。
- 2015年（平成27年）4月1日：国道51号から移管された[20]鹿嶋市大字宮中字三笠山 - 同市大字大船津字香取町の区間（延長3,804 m）が編入される[1]。

## 路線状況
起点となる鉾田市二重作地区は、最小幅員3.3 m（車1台分）で離合が難しい区間が一部存在するが、国道354号交点から鹿嶋市の終点（国道51号交点）までの主要な区間は、対向2車線が確保されており、ほぼ直線に近い線形と大きな交差点や信号が少ないこと等から交通の流れは良い。沿線にカシマサッカースタジアムがあることから、Jリーグのサッカー試合開催日は周辺道路が大変混雑することがある。

## 地理
地勢は、起点の二重作が北浦沿岸低地、それ以南の大部分は鹿島台地にあり、段丘部に1箇所だけ坂道があること以外、平坦かつ直線形の道路である。沿線には万遍なく住宅が点在し、主にサツマイモを中心とする畑と平地林の風景を臨める。

### 通過する自治体
- 茨城県
  - 鉾田市 - 鹿嶋市

### 交差する道路
- 茨城県道18号茨城鹿島線（鉾田市二重作）
- 国道354号（鉾田市大蔵 大蔵交差点）
- 茨城県道186号荒井行方線（鹿嶋市和 荒井交差点）
- 国道51号・国道124号（鹿嶋市宮中 鹿嶋消防署南交差点）
- 国道124号（鹿嶋市宮中 下津入口交差点）
- 茨城県道18号茨城鹿島線（鹿嶋市城山4丁目 鹿島小学校前交差点）
- 国道51号・茨城県道238号須賀北埠頭線（鹿嶋市大船津 大船津交差点）

### 沿線
- 茨城県立鹿島灘高等学校（鹿嶋市大小志崎）
- 茨城県立カシマサッカースタジアム（鹿嶋市神向寺）